# Garden City (Kansas)
Garden City – miasto w Stanach Zjednoczonych, w południowo-zachodniej części stanu Kansas, położone w hrabstwie Finney. W mieście znajduje się port lotniczy Garden City.